# Five Fragments (Джонстон)
Five Fragments (укр. П'ять фрагментів) — музичний твір Бена Джонстона, написаний 1960 року.
«П'ять фрагментів» стали першим твором американського композитора Бена Джонстона, написаним в чистому строї. Він зацікавився настроюванням інтервалів на слух, замість використання рівномірної темперації, ще під час учнівства у Гаррі Парча на початку 1950-х років. В той час, як Парч досягав акустично чистішого звучання, створюючи власні музичні інструменти, Джонстон вирішив, що зможе досягти цього за допомогою електронної музики. Отримавши Грант Гуггенгайма, 1959 року Джонстон на рік вирушив з Урбани до Нью-Йорку, сподіваючись на плідну співпрацю із Мілтоном Беббіттом, який відповідав за встановлення потужного синтезатора у новоствореному центрі електронної музики Columbia-Princeton Electronic Music Center. Проте Беббіт не дозволив приїжджому композитору користуватися синтезатором, і Джонстон не зміг втілити власні ідеї у життя.
Повернувшись з Нью-Йорку, Джонстон не залишив ідеї написання музики в чистому строї, але вирішив використовувати для цього звичні музичні інструменти. Перший твір в чистому строї Five Fragments було створено для альта, гобоя, віолончелі та фаготу. На відміну від голосу та віолончелі, точне настроювання дерев'яних духових вимагало додаткових зусиль, але колеги Джонстона Сенфорд Беррі (фагот) та Блейн Едлефсер (гобой) погодилися на експеримент, створивши додаткові аплікатурні пояснення для відтворення звуків.
Разом із нотами, Бен Джонстон створив окремі інструкції, які пояснювали його задум та правильне використання музичної нотації. Він вказував, що основною метою було відтворення музики, в якій основні музичні інтервали — октави, унісони, кварти, квінти, терції та сексти — матимуть мінімальне акустичне «биття». Для цього сім нот, з яких складався лад до мажор, мали бути настроєними так, щоб утворювати чисті тризвуки «фа-ля-до», «до-мі-соль» та «соль-сі-мі», зі співвідношенням частот 4:5:6. Решта нот будувалася за допомогою як звичних знаків альтерації, дієзу та бемолю, що змінювали висоту звуку на 70 центів, так і додаткових + та -, які підвищували або знижували звуки на 22 центи. Це допомагало підтримувати акустичний консонанс (відсутність биття) для окремих інтервалів: так, «фа» або «ля», побудовані від «ре», позначалися не F або A, а F+ або A+.
Мікроінтерваліка, яка зустрілася у творчості Джонстона вперше, в «П'яти фрагментах» поєднується із серіалізмом, технікою композиції, яку він вже використовував для цього. Твір побудований на серії з 12 нот — D B D♯ F♯ Fx+ A♯+ C♯ A+ C+ E+ A♭+ F+ — різні комбінації яких утворюють трихорди (послідовності з трьох звуків), які, своєю чергою, настроєні на слух за допомогою чистих великих та малих терцій.

Твір складався з покладених на музику п'яти фрагментів тексту з книги «Волден, або Життя в лісах» Генрі Девіда Торо («Interior», «The Life in Us», «Simplify», «Time» та «More Day»), загальною тривалістю близько восьми хвилин. Перший фрагмент містив сольну вокальну партію, з другого по четвертий — вокал у супроводі лише одного інструменту (гобою, віолончелі та фаготу відповідно), а п'ятий — вокал у супроводі всіх трьох інструментів разом.
Five Fragments
виконують Стівен Калм та Music Amici.
Альбом Ben Johnston: Ponder Nothing (1993)
1. Five Fragments: Interior на YouTube
2. Five Fragments: The Life in Us на YouTube
3. Five Fragments: Simplify на YouTube
4. Five Fragments: Time на YouTube
5. Five Fragments: More Day на YouTube

Музикознавиця Хайді фон Гунден відзначала, що Five Fragments поєднали серіалізм та мікроінтерваліку, проте «твір звучить більше серійно, ніж мікротонально, з його пуантилістичною вокальною лінією та повторюваними інтервальними візерунками». На її думку, через відсутній досвід Джонстона у написанні музики в чистому строї, композиція виявилася складною для виконання: зокрема, на початку вокаліст має заспівати довге соло без акомпанементу інструментів. Вона також відзначила, що дерев'яні духові є не найкращими інструментами для чистого строю, через що надалі Джонстон надаватиме перевагу струнним.
1977 року у статті «On Bridge-Building» Бен Джонстон назвав Five Fragments своєю першою вдалою спробою розв'язати проблеми чистоти звучання, про які він дізнався під час учнівства у Гаррі Парча, за допомогою традиційних інструментів, а не електронної музики. «На відміну від Парча, я хотів використовувати звичайні, звичні інструменти та техніки. Також на відміну від Парча, я хотів трансформувати європейські музичні традиції, замість шукати інші етнічні надбання. Першими з таких моїх творів стали цикл пісень Five Fragments на вірші Торо та пісня A Sea Dirge» — згадував Джонстон.
Ноти твору вийшли 1975 року у видавництві Smith Publications. 1993 року на лейблі New World Records вийшов альбом Ben Johnston: Ponder Nothing, на якому Five Fragments виконав баритон Стівен Калм у супроводі ансамблю камерної музики Music Amici.